# Імператор Бурецу
Імператор Буре́цу (яп. 武烈天皇, ぶれつてんのう, сейму тенно; 489 — 7 січня 507) — 25-й Імператор Японії, синтоїстське божество. Роки правління: грудень 498 — 7 січня 507. Є останнім імператором першої зареєстрованої династії Японії.
Єдиний син імператора Нінкена та Касуги-но Ойрацуме-но Кого (доньки імператора Юряку). Його власне ім'я — Охацусе-но Вакасадзакі-но-мікото (яп. 小泊瀬稚鷦鷯尊). 494 року його було оголошено спадкоємцем трону.
Після смерті батька 498 року стикнувся з заколотом о-омі Хегурі но Маторі, що був впливовим сановником за Нінкена. Хегурі но Маторі захопив уряд та імператорський палац, плануючи самому стати імператором. Охацусе-но Вакасадзакі за підтримки впливового аристократа Отомо но Канамури виступив проти клану Хегурі. Приводом сутичок стало вбивство Охацусе сина Хегурі но Маторі — Сібі. У листопаді було переможено самого Маторі, а у грудні принц зійшов на трон. На дяку, ставши імператором, Бурецу надав Отомо но Канамурі титул о-мурадзі.
Більшість істориків вважають, що його титул звучав як сумерамікото або аменоса сіросімесу окімі, тобто: «великий володар, що панує всім під небесами». Його резиденцією був палац Хацусе-но Намікі-но-Мія біля Сакурая.
У хроніках «Кодзікі» і Ніхон Сьокі його зображено негідним правителем, порівнюється з Чжоу-сінєм, останнім імператором династії Шан. Згадується про різні тортури та знущання: розрізав черево вагітної жінки та спостерігав за плодом, наказував топити, виривати нігті у підданих тощо. Також розповідається, що під час його правління загальний добробут підданих суттєво впав. 
Є кілька теорій щодо такого різночитання в оцінках. За однією з гіпотез це було викликано посиленням кримінального законодавства за правління цього імператора. У хроніках зазначається, що Бурецу отримував задоволення від покарання злочинців, впровадив принцип тривалих покарань, внаслідок чого люди по всій країні тремтіли від страху. За іншим припущеням негативна оцінка Бурецу була обумовлена наміром прославити його наступника імператора Кейтая, який перебрав владу за сумнівних обставин. У японських підручниках історії до та під час Другої світової війни правління Бурецу свідомо не згадувалося.
499 року вступив у конфлікт з корейською державою Пекче, вимагаючи з неї данину за попередні роки. Згідно «Самгук Сагі» 500 року атакував державу Сілла, зайнявши місто Чханньйон з навколишніми селами. Під час цієї кампанії загинув або помер маріпкан Соджи. 
Згідно «Ляншу» 502 року отримав від лянського імператора У-ді титул «Володар Ва—Командувач Сходу» (鎮東大将軍 倭王), що свідчить про збереження дипломатичних контактів з Китаєм.
У хроніках міститься різна причина смерті імператора: пиятика, застуда чи раптова смерть. У будь-якому арзі він був досить молодим і без нещадків. Можливо невдаволена знать прискорила його смерть. Після цього за підтримки Отомо но Канамури трон посів далекий нащадок імператора Одзіна — Оходо-но Сумерамікото, що одружився з сестрою Бурецу — принцесою Тасірака.